# The Sound of Music (альбом)
The Sound of Music — студийный альбом американского музыканта Карла Крейга, вышедший в 1995 году. Диск был выпущен под псевдонимом 69 (иногда пишут как Sixty Nine). Альбом является итоговой точкой серии релизов, которые выходили в 1994 году на бельгийском лейбле R & S Records. Все треки, которые издавались на пластинках были помещены в это издание.

## Список композиций
1. My Machines — 9:33
2. Microlovr — 8:28
3. Jam The Box — 5:00
4. Desire — 6:06
5. Rushed — 8:46
6. Sub Seducer — 3:04
7. Sound On Sound — 2:40
8. Poi Et Pas — 5:42
9. Filter King / No Highs / Finale — 7:58